# SN 2009dv
SN 2009dv – supernowa typu II-P odkryta 18 kwietnia 2009 roku w galaktyce A132440+1634. W momencie odkrycia miała maksymalną jasność 19,30m.